# Communauté de communes du Sud Dijonnais
Die Communauté de communes du Sud Dijonnais war ein französischer Gemeindeverband mit der Rechtsform einer Communauté de communes im Département Côte-d’Or in der Region Bourgogne-Franche-Comté. Sie wurde am 30. November 2006 gegründet und umfasste neun Gemeinden. Der Verwaltungssitz befand sich im Ort Saulon-la-Chapelle.

## Historische Entwicklung
Am 1. Januar 2017 wurde der Gemeindeverband mit der Communauté de communes du Pays de Nuits-Saint-Georges und der Communauté de communes de Gevrey-Chambertin zur neuen Communauté de communes de Gevrey-Chambertin et de Nuits-Saint-Georges zusammengeschlossen.

## Ehemalige Mitgliedsgemeinden
1. Barges
2. Broindon
3. Corcelles-lès-Cîteaux
4. Épernay-sous-Gevrey
5. Noiron-sous-Gevrey
6. Saint-Philibert
7. Saulon-la-Chapelle
8. Saulon-la-Rue
9. Savouges